# Wahlenberggletsjer
De Wahlenberggletsjer is een gletsjer in Nationaal park Noordoost-Groenland in het oosten van Groenland.
De gletsjer is vernoemd naar botanicus Göran Wahlenberg.

## Geografie
De gletsjer is grotendeels noordwest-zuidoost georiënteerd en buigt in de laatste twaalf kilometer naar het noordoosten. Het heeft een lengte van meer dan 50 kilometer. In het uiterste noordwesten van de gletsjer is de Wahlenberggletsjer het verlengde van de Verenagletsjer. Ze mondt in het noordoosten uit in het Rhedinfjord. Daarnaast stroomt er smeltwater van deze gletsjer weg via het Röhssfjord.
Ten noorden van de gletsjer ligt het Gletscherland en ten zuidoosten het Lyellland.
Ongeveer tien kilometer naar het zuiden ligt de Violingletsjer. Ongeveer tien kilometer naar het noordwesten vanaf het begin van de gletsjer ligt de Hisingergletsjer.